# جايمي خيمينيز ميرلو
جايمي خيمينيز ميرلو (بالإسبانية: Jaime Jiménez Merlo)‏ (10 ديسمبر 1980 بفالديبيناياس في إسبانيا - ) هو لاعب كرة قدم إسباني في مركز حراسة المرمى. لعب مع خيمناستيك طركونة وريال بلد الوليد وريال مورسيا وسيوداد دي مورسيا ونادي إلتشي ونادي إيبار ونادي سبتة ونادي سمورة ونادي غرناطة وCD Ferriolense ‏ وفالنسيا ميستايا وغرناطة 74 ‏.

## وصلات خارجية
- جايمي خيمينيز ميرلو على موقع قاعدة بيانات كرة القدم.إي يو (الإنجليزية)
- جايمي خيمينيز ميرلو على موقع Soccerbase.com (لاعب) (الإنجليزية)
- جايمي خيمينيز ميرلو على موقع Soccerway.com (الإنجليزية)
- جايمي خيمينيز ميرلو على موقع عالم كرة القدم.نت (الإنجليزية)
- جايمي خيمينيز ميرلو على موقع AS.com (الإسبانية)